# Plutarch (cráter)

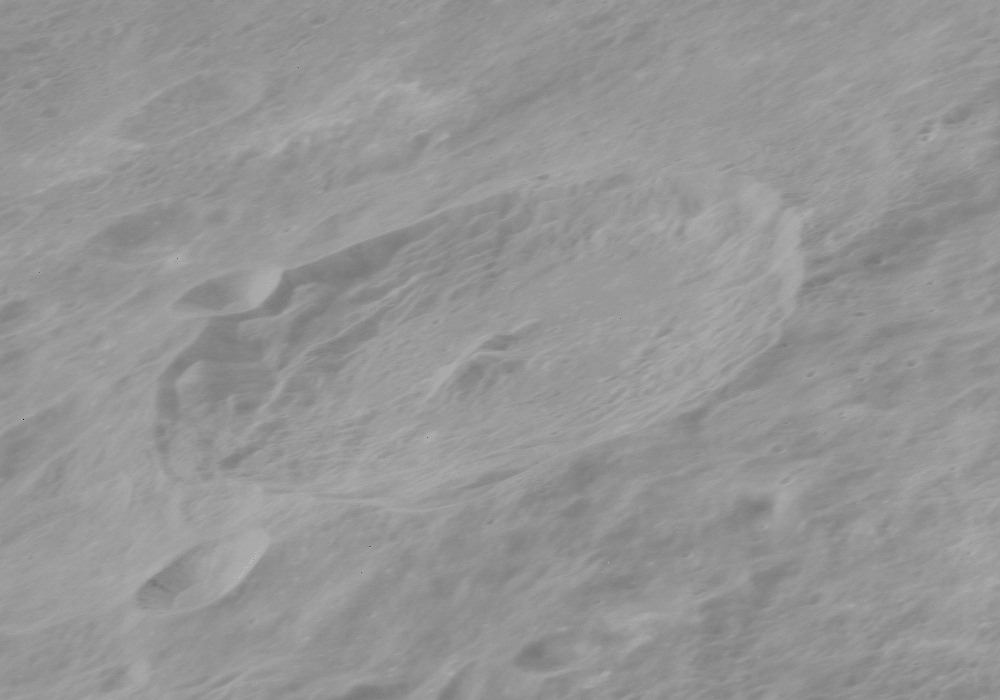
Fotografía de la misión Apolo 16

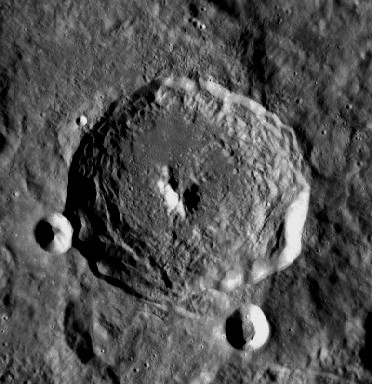
Fotografía de la misión Lunar Reconnaissance Orbiter

Plutarch (Plutarco en español) es un cráter de impacto que se encuentra cerca del terminador norte-noreste de la Luna, justo al sur del cráter  de forma irregular Seneca. Al sureste se halla el cráter inundado de lava Cannon. La proximidad de este cráter al limbo hace que aparezca achatado cuando se ve desde la Tierra, pero en realidad es una formación circular.
|  |

Este cráter tiene el perfil del brocal bien definido, solo ligeramente erosionado. Un pequeño cráter penetra ligeramente en el borde suroeste, y otro pequeño cráter se encuentra cerca del sector sur-sureste del borde. La pared interior es inusualmente ancha en la mitad sur del cráter, con la sección más estrecha en el borde norte. El desplome de los materiales del brocal ha formado perfiles aterrazados en los lados internos. El cráter posee un pico central notable, situado cerca del punto medio del suelo interior.

## Cráteres satélite
Por convención estos elementos son identificados en los mapas lunares poniendo la letra en el lado del punto medio del cráter que está más cerca de Plutarco.
|          | \| Plutarch \| Coordenadas \| Diámetro \| \| -------- \| ---------------------------- \| -------- \| \| C \| 23°06′N 71°00′E / 23.1, 71.0 \| 11 km \| \| D \| 24°18′N 75°42′E / 24.3, 75.7 \| 15 km \| \| F \| 23°30′N 73°30′E / 23.5, 73.5 \| 12 km \| \| G \| 23°00′N 75°12′E / 23.0, 75.2 \| 11 km \| \| H \| 24°24′N 72°42′E / 24.4, 72.7 \| 11 km \| \| K \| 25°06′N 72°48′E / 25.1, 72.8 \| 11 km \| \| L \| 25°48′N 71°36′E / 25.8, 71.6 \| 8 km \| \| M \| 23°48′N 77°36′E / 23.8, 77.6 \| 11 km \| \| N \| 23°48′N 77°06′E / 23.8, 77.1 \| 12 km \| |          |
| Plutarch | Coordenadas | Diámetro |
| C        | 23°06′N 71°00′E / 23.1, 71.0 | 11 km    |
| D        | 24°18′N 75°42′E / 24.3, 75.7 | 15 km    |
| F        | 23°30′N 73°30′E / 23.5, 73.5 | 12 km    |
| G        | 23°00′N 75°12′E / 23.0, 75.2 | 11 km    |
| H        | 24°24′N 72°42′E / 24.4, 72.7 | 11 km    |
| K        | 25°06′N 72°48′E / 25.1, 72.8 | 11 km    |
| L        | 25°48′N 71°36′E / 25.8, 71.6 | 8 km     |
| M        | 23°48′N 77°36′E / 23.8, 77.6 | 11 km    |
| N        | 23°48′N 77°06′E / 23.8, 77.1 | 12 km    |